# Desmodium axillare
Desmodium axillare là một loài thực vật có hoa trong họ Đậu. Loài này được (Sw.) DC. miêu tả khoa học đầu tiên.